# Aleid Slingerland
Johanna Alijda Louiza (Aleid) Slingerland-Jansen (Sommelsdijk, 23 februari 1919 - Amsterdam, 26 december 2010) was een Nederlandse kunstschilderes.
Slingerland werd opgeleid aan de Rotterdamse Kunstacademie als leerling van Herman Mees. Haar werk bestond voornamelijk uit aquarellen en olieverfportretten. Godfried Bomans was de bekendste persoon die zij vaak portretteerde. Naast portretten schilderde ze landschappen en figuurvoorstellingen.